# Lijst van rijksmonumenten in Chaam
De plaats Chaam telt 9 inschrijvingen in het rijksmonumentenregister. Hieronder een overzicht.
| Object                                                                                   | Oorspronkelijke functie?  | Bouwjaar                                                           | Architect      | Locatie           | Coördinaten?                  | Nr.?   | Afbeelding        |
| ---------------------------------------------------------------------------------------- | ------------------------- | ------------------------------------------------------------------ | -------------- | ----------------- | ----------------------------- | ------ | ----------------- |
| Ledevaertkerk                                                                            | Kerk en kerkonderdeel     | 16e eeuw                                                           |                | Dorpsstraat 1     | 51° 30' 14" NB, 4° 51' 51" OL | 11479  | Meer afbeeldingen |
| R.K. Pastorie                                                                            | Landhuis                  | ca. 1822                                                           | Pieter Huysers | Gilzeweg 2        | 51° 30' 20" NB, 4° 51' 43" OL | 11480  | Meer afbeeldingen |
| Boerderijcomplex bestaande uit langgevelboerderij, langsdeelschuur, karschop en waterput | Boerderij                 | ca. 1825                                                           |                | Kloosterstraat 29 | 51° 31' 48" NB, 4° 51' 1" OL  | 506258 | Meer afbeeldingen |
| Boerderij van het langgeveltype in Ambachtelijk-Traditionele                             | Boerderij                 | 1847 (bouw) 1955 (rest.)                                           |                | Woeststraat 1     | 51° 31' 31" NB, 4° 50' 25" OL | 517161 | Meer afbeeldingen |
| Paardenstal                                                                              | Boerderij                 | laatste kwart 19e eeuw                                             |                | Woeststraat 1     | 51° 31' 31" NB, 4° 50' 25" OL | 517162 | Upload foto       |
| Nederlands Hervormde pastorie                                                            | Kerkelijke dienstwoning   | 1876                                                               |                | Dorpsstraat 7     | 51° 30' 15" NB, 4° 51' 48" OL | 517166 | Meer afbeeldingen |
| Boswachterswoning                                                                        | Dienstwoning              | bouwjaar 1893 1961(verbouwing) 1974 (verbouwing) 1997 (verbouwing) |                | Gilzeweg 59       | 51° 31' 18" NB, 4° 52' 56" OL | 517167 | Boswachterswoning |
| Dienstwoning voor een boswachter                                                         | Dienstwoning              | 1890                                                               |                | Hoge Akkerpad 1   | 51° 31' 57" NB, 4° 50' 46" OL | 517168 | Upload foto       |
| Raadhuis                                                                                 | Bestuursgebouw en onderdl | 1940-1941                                                          |                | Raadhuisplein 1   | 51° 30' 13" NB, 4° 51' 55" OL | 517169 | Meer afbeeldingen |